# Patrick Tatopoulos
Patrick Tatopoulos es un diseñador de producción francés, que vive y trabaja en los Estados Unidos. Sus diseños han aparecido en numerosas películas, incluyendo Eclipse mortal, Underworld, Yo, robot, Las crónicas de Riddick, Día de la independencia, Drácula, de Bram Stoker, Stargate, Spawn, Godzilla, Stuart Little, Soy leyenda, 10 000 a. C. y Duro de matar 4.0.

## Primeros años de vida
Tatopoulos nació y se crio en París, Francia, de un padre inmigrante de Macedonia, Grecia, y de madre francesa. Sus padres tenían una tienda de ropa en París. Patrick Tatopoulos corrió en motocicletas, trabajó en publicidad en 2-D y dibujó portadas de cómics. Vivió en Grecia durante diez años antes de venir a los Estados Unidos en 1989. Él es trilingüe, habla fluidamente el francés, el griego y el inglés. En la actualidad vive en Los Ángeles con su prometida McKenzie Westmore.

## Carrera en el cine
En Grecia, mientras trabajaba como artista de diseño en la producción de comerciales, se sintió fascinado constantemente por las criaturas y efectos especiales. Estudió en la École d'Art Decoratif de París, la École des Arts Appliqués de Paris, y en la École des Beaux-Arts. Desde París se trasladó a Roma y a Grecia, donde comenzó a vender sus ilustraciones. Con el tiempo, su pasión por el negocio del entretenimiento lo llevó a los Estados Unidos y en poco tiempo se convirtió en un diseñador para comerciales, videos musicales y películas. Tatopoulos es un colaborador frecuente de los directores Roland Emmerich, Alex Proyas y Len Wiseman.
En mayo de 2000, Tatopoulos fue honrado por el The Hellenic Times, en su novena gala anual de Becas en Nueva York. El objetivo de la organización es identificar jóvenes investigadores estadounidenses que mejor ejemplifican los valores de su herencia griega y les proporcionan apoyo educativo. Una beca de Patrick Tatopoulos del Premio de Artes Creativas fue creada en 2001 y Tatopoulos ha presentado personalmente la beca, en su nombre, a un estudiante merecedor en 2001 y 2002. Es dueño de Tatopoulos Studios, Inc. y Patrick Tatopoulos Designs, Inc.
El personaje de Niko Tatopoulos en Godzilla fue nombrado después de su hija menor. Hizo su debut como director con la película de 2009, Underworld: La Rebelión de los Lycans. Actualmente estaba trabajando en la adaptación de la película de acción en vivo de la novela gráfica de Darkstorm Studios, I, Frankenstein, que fue producida por Lakeshore Entertainment, y que fue estrenada en 2014. La historia sigue el monstruo original de Victor Frankenstein, que es la única fuerza que se interpone entre la raza humana y un levantamiento de las criaturas sobrenaturales decididas a derrocar al mundo. Tatopoulos creó las figuras de la criatura de la próxima película de Stan Winston. Él dirigirá la película de acción de terror Suspension, que basado en un libro de Scott Millam.
Tatopoulos sirvió como juez durante las dos primeras temporadas, apareciendo sólo varias veces en el tercero, en la serie original de Syfy Face Off, que trata de artistas de maquillaje compitiendo por $100.000.

## Colaboradores
Tatopoulos ha trabajado con los siguientes directores en más de una película:
- Paul W. S. Anderson (Alien vs. Predator, Resident Evil: extinción)
- Roland Emmerich (Stargate, Independence Day, Godzilla, 10 000 a. C., 2012)
- Alex Proyas (Dark City, Yo, robot, Knowing)
- David Twohy (Pitch Black, The Chronicles of Riddick, Riddick)
- Len Wiseman (Underworld, Underworld: Evolution, Live Free or Die Hard, Total Recall)

## Filmografía
- The Doors (1991)
- Showdown in Little Tokyo (1991)
- Drácula, de Bram Stoker (1992)
- Super Mario Bros. (1993)
- Stargate (1994)
- Space: Above and Beyond (1995)
- Se7en (1995)
- Jade (1995)
- Lawnmower Man 2: Beyond Cyberspace (1996)
- Independence Day (1996)
- Spawn (1997)
- Dark City (1998)
- Godzilla (1998)
- Stigmata (1999)
- Stuart Little (1999)
- Supernova (2000)
- Pitch Black (2000)
- Battlefield Earth (2000)
- Special Unit 2 (2001)
- Final Fantasy: The Spirits Within (2001)
- Saint Sinner (2002)
- They (2002)
- Underworld (2003)
- Van Helsing (2004)
- The Chronicles of Riddick (2004)
- Yo, robot (2004)
- Alien vs. Predator (2004)
- The Librarian: Quest for the Spear (2004)
- The Cave (2005)
- Veneno (2005)
- Underworld: Evolution (2006)
- Silent Hill (2006)
- Crank (2006)
- Eragon (2006)
- The Dead Girl (2006)
- Aquaman (2007)
- The Messengers (2007)
- Live Free or Die Hard (2007)
- Resident Evil: Extinction (2007)
- Soy leyenda (2007)
- 10 000 a. C. (2008)
- Las ruinas (2008)
- Outlander (2008)
- Pathology (2008)
- Starship Troopers 3: Marauder (2008)
- Underworld: Rise of the Lycans (2009) (Director)
- Blood Creek (2009)
- Solomon Kane (2009)
- Knowing (2009)
- 2012 (2009)
- Gallowwalkers (2011)
- Underworld: Awakening (2012)
- Total Recall (2012)
- Silent Hill: Revelation 3D (2012)
- Riddick
- 300: Rise of an Empire
- Batman v Superman: Dawn of Justice (2016)
- Justice League (2017)